# Brian Smith (kierowca)
Brian Smith (ur. 22 kwietnia 1975 roku w Castelar) – argentyński kierowca wyścigowy.

## Kariera
Smith rozpoczął karierę w wyścigach samochodowych w 1993 roku od startów w Argentyńskiej Formule Renault. Z dorobkiem szesnastu punktów uplasował się tam na siedemnastej pozycji w klasyfikacji generalnej. Rok później był już mistrzem tej serii. W późniejszych latach pojawiał się także w stawce Masters of Formula 3, Grand Prix Makau, Brytyjskiej Formuły 3, Formuły 3000, Turismo Carretera Argentina, Open Telefonica by Nissan, Top Race V6 Argentina, TC2000 Argentina, Formuła 4 New Generation, Argentina oraz Turismo Carretera Mouras.
W Formule 3000 Argentyńczyk startował w latach 1998-1999. Jednakże w żadnym z ośmiu wyścigów, w których wystartował nie zdołał zdobyć punktów. W World Series by Nissan Smith wystartował w dwóch wyścigach sezonu 2001 z włoską ekipą GD Racing. Jeden punkt dał mu 24. miejsce w końcowej klasyfikacji kierowców.